# Irish hold'em
Irish hold'em är ett pokerspel i hold'em-familjen för 2-11 (ev. 2-10) deltagare. Spelet är en hybrid av Omaha hold'em och Texas hold'em och mycket likt Crazy Pineapple.
Spelet börjar exakt som Omaha hold'em genom att mörkar avläggs och alla får fyra hålkort. Därefter följer första satsningsrundan. Direkt efter floppen, innan andra satsningsrundan, måste var och en kasta två av sina hålkort. Sedan hålls andra satsningsrundan och given fortsätter precis som Texas hold'em. Man får alltså använda 0, 1 eller 2 av sina hålkort till sin hand.